# مالکوم تاد
مالکوم تاد (انگلیسی: Malcolm Tod؛ ‏ ۱۶ مارس ۱۸۹۷ – 1 ژوئیه ۱۹۶۸) بازیگر اهل بریتانیا بود.
از فیلم‌هایی که وی در آن‌ها نقش داشته‌است، می‌توان به نه و چهل و پنج دقیقه اشاره نمود.